# Одесская советская республика
Одесская советская республика (аббрев. ОСР) — государственное образование с центром в городе Одессе, существовавшее на части территории Херсонской губернии с 18 (31) января по 13 марта 1918 года.

## Предпосылки возникновения
21 декабря 1917 (3 января 1918) года на совещании президиума Румчерода (Совет солдатских депутатов от Румынского фронта, Черноморского Флота и Одессы), которому принадлежала реальная власть в Одессе, Одесса была объявлена вольным городом. Против этого выступил уроженец Херсонской губернии заместитель главы Украинской Центральной Рады А. В. Никовский, который по этому поводу говорил:

Ну, так Одесса отсоединилась от Украины? Хорошо  и пускай себе. Но Одесского края нет и не может быть. Одесский уезд - украинский, Ананьевский Тираспольский тоже. Собственно можете себе взять Большой Фонтан, Сухой Лиман, Кляйн и Грос Либенталь. Торгуйте акацией, камбалой, скумбрией, феринкой, барабулькой. А хлеб мы будем грузить на Николаев и Херсон. ... И выйдет - вольный город Одесса.
В тот момент на Украине шла острая борьба между Центральной радой (УЦР) и харьковским Съездом Советов. Румчерод стоял на советских позициях.
9 (22) января 1918 года Украинская центральная рада издала IV Универсал, провозгласивший полную независимость, и подчинила себе 9 губерний бывшей Российской империи, в том числе Херсонскую, а значит и Одессу. В Одессе было расположено много украинизированных военных частей Русской армии, подчиняющихся УЦР, командование которыми было поручено комиссару Одесского военного округа — подполковнику РИА, перешедшему в армию УНР, Владимиру Поплавко. Харьковское советское правительство объявило УЦР врагом народа и призвало к вооруженной борьбе с ней. Вооруженное столкновение стало необратимым.

## Вооружённое восстание
13 (26) января 1918 года в Одессе началось восстание советского марионеточного Румчерода, образовавшего военно-революционный комитет (ВРК), или «комитет пятнадцати» — по числу членов.
К утру 14 (27) января восставшие овладели штабом Одесского военного округа, вокзалом, телефонной станцией, почтой, телеграфом и объявили об установлении советской власти.
Однако в 6 часов утра 15 (28) января верные Центральной раде воинские части и юнкера начали боевые действия и захватили вокзал, куда начали прибывать свежие украинские части. Город разделился на две части, причём гайдамаки и юнкера вели наступление, методично выбивая восставших из центральных районов.
Перелом в боевых действиях наступил 16 (29) января, когда на стороне ВРК в бой вступили корабли Черноморского флота — «Синоп», «Ростислав», крейсер «Алмаз», начавшие обстрел позиций гайдамаков и юнкеров. Со стороны станции Одесса-Товарная на гайдамаков наступал самоходный броневой вагон «Заамурец».
К 17 (30) января восставшие отбили утраченные позиции и даже захватили юнкерское училище на 3-й станции Большого Фонтана. Юнкера и гайдамаки были вытеснены в район 16-й станции Большого Фонтана.
Вечером 18 (31) января ЦИК Румчерода избрал Совет народных комиссаров Одесской советской республики, который признал высшую власть в лице петроградского Совнаркома и советского правительства в Харькове. Председателем Совнаркома ОСР (СНКОР) был избран В. Г. Юдовский. Были утверждены народные комиссариаты и избраны временные комиссары финансов, продовольствия, труда и прессы. Вооружённые силы возглавил М. А. Муравьев, ранее командовавший советскими войсками, установившими советскую власть в Киеве.
21 января состоялись похороны жертв трёхдневной войны в городе. Всех похоронили в братской могиле на Куликовом поле. За время боёв погибло 119 человек, 359 было ранено.

## Террор
Победители развернули в городе резню — красный террор. На броненосце «Синоп» была устроена плавучая тюрьма. На крейсере «Алмаз» войска Муравьёва устроили «Морской военный трибунал», куда арестованные офицеры свозились «на суд». Задержанных бросали в судовые печи или раздевали на палубе и, обливая водой на морозе, дожидались, пока обречённые не покрывались коркой льда, а затем уже сбрасывали ледяную глыбу в море. Всего в Одессе было казнено до 400 офицеров.
За время нахождения у власти Одесской советской республики без суда было убито до 2 тысяч человек. По большей части то были никем не санкционированные уличные расправы с «буржуазией», имевшие в своей основе уголовные, а не политические мотивы, так как в отрядах красногвардейцев, на которые опиралась власть ОСР, значительной была доля криминальных элементов, которых привлекала возможность безнаказанно грабить, «экспроприировать» и заниматься обыкновенной уголовщиной.

## Внутренняя политика
Первыми шагами новой власти были национализация крупных предприятий, включая морской транспорт, экспроприация жилого фонда у крупных домовладельцев для передачи нуждающимся, борьба со спекуляцией и введение твердых цен на предметы первой необходимости.
Ввиду катастрофичной нехватки финансовых средств ЦИК Румчерода и СНКОР принимают решение взять в заложники 69 наиболее состоятельных одесситов с целью получения от них выкупа для пополнения городской казны. Всю ночь со 2 на 3 марта 1918 автомобили с матросами разъезжали по городу, отвозя арестованных в помещение Румчерода на Николаевском бульваре. Но через 2 дня все арестованные были освобождены, дав подписку выплатить определённую сумму денег.

## Внешние войны
Формально в состав Одесской республики была включена Бессарабия, в столице которой (Кишинёве) 13 января 1918 года Революционным штабом советских войск Бессарабского района был организован захват всех важнейших объектов. Тем не менее присоединение Бессарабии к Румынии продолжилось.
20 февраля войска под командованием Муравьёва начали наступление под Бендерами, разгромив румынский полк и захватив три орудия. Подошедшим частям 8-й армии была дана команда наступать на линии Бельцы — Рыбница. 23 февраля советские войска нанесли румынам жестокое поражение у Рыбницы на Днестре, причём было захвачено до 40 орудий. Успешное наступление продолжалось шесть дней. Румыны были также разбиты в районе Слободзеи, на линии Резина — Шолданешты, получили чувствительный удар в районе Кицкан. К 2 марта войска Муравьёва сорвали попытки румын закрепиться в Приднестровье. У румынской армии было захвачено 15 орудий и большое количество стрелкового оружия, в плен попало 500 румынских солдат.
С начала марта 1918 года разгорелись бои на подступах к Аккерману. Оборону города возглавил большевик — комиссар Н. Шишман. В уезде была проведена мобилизация и созданы 1-й Бессарабский полк и Аккерманский фронт (в 30 км от города) силой в 2 тысячи штыков, державший оборону против румынской армии до 9 марта.
Румыния поспешила предложить переговоры. Они проходили в Одессе и Яссах. Совместный протокол о прекращении советско-румынского вооружённого конфликта румынский премьер Авереску подписал 5 марта, а советские представители — 9 марта. Румыния обязалась в течение двух месяцев вывести свои войска из Бессарабии и не предпринимать никаких военных и враждебных действий в отношении РСФСР. 8 марта советские войска получили приказ прекратить военные действия против румынских войск.
С марта 1918 года Одесская советская республика попыталась противостоять войскам Австро-Венгрии и Германии, вошедшим на Украину по соглашению с Украинской центральной радой. Была сформирована Особая Одесская армия (ком. — левый эсер Пётр Лазарев), вскоре ввиду своей малочисленности переименованная в Тираспольский отряд.
13 марта 1918 года Одесская советская республика прекратила существование в связи с оккупацией Одессы австро-германскими войсками. Советские органы были эвакуированы в Севастополь на кораблях «Синоп», «Ростислав», «Алмаз» вместе с архивами, ценностями и военным имуществом.

## Деятели
- Муравьёв, Михаил Артемьевич — командующий вооруженными силами ОСР
- Старостин, Пётр Иванович (20.02—13.03.1918) — председатель областного исполнительного комитета СРКД)
- Юдовский, Владимир Григорьевич (18.01—13.03.1918) — председатель СНК.
- Хмельницкий, Александр Исаакович — комиссар юстиции.
- Макар-Жвифр, Алексей Михайлович — комиссар народного здоровья, сопредседатель комиссариата печати.
- В. Орлов — комиссар торговли.
- Рузер, Леонид Исаакович — комиссар финансов.
- Ачканов Григорий Павлович и К. Зедин — комиссары почт и телеграфа.
- Кондратенко Павел и А. Кривошеев — комиссары по морским делам.
- М. Брашеван — комиссар международных дел.
- Б. Лисовский — комиссар транспорта.
- В. Бэри, А. Зифельд — комиссары просвещения.
- В. Милан, Шучов — комиссары продовольствия и обеспечения.
- В. Абраменко — комиссар печати.
- Балдин — комиссар земельных дел и земледелия
- Д. Гурьев и Г. Спепов — комиссары охраны города
- В. Белый — глава ревтрибунала
- Раузе — военный комиссар
- Сабсович — комиссар по демобилизации
- Обуховский Владимир Александрович - народный комиссар контроля
- Макар Иванович Чижиков — командующий Красной гвардией Одессы
- Петр Станиславович (Сергеевич) Лазарев — командующий всеми войсками Одесской республики, а в конце января — командующий Третьей (Одесской) революционной армией.

## Память
- Одесский завод тяжёлого краностроения им. Январского восстания в Одессе.[6]